# サン・ルイスFC
サン・ルイス・フトボル・クルブ（スペイン語: San Luis Fútbol Club）は、メキシコ中部、サン・ルイス・ポトシ州の州都サン・ルイス・ポトシに本拠地を置いていたサッカークラブである。サン・ルイスやサン・ルイス・ポトシの名で広く知られていた。28000人収容のエスタディオ・アルフォンソ・ラストラスをホームスタジアムとしていた。

## 歴史
1957年9月23日、サントスという名称で設立された。2009年にはコパ・リベルタドーレスに出場してグループリーグを突破したが、決勝トーナメント1回戦の直前に大会からのリタイアを余儀なくされた。これは、2009年新型インフルエンザ（発生当初は豚インフルエンザと呼ばれた）がメキシコを中心に拡大し、多数の死者が出たためである。それにより、決勝トーナメント1回戦の対戦相手であるナシオナル・モンテビデオがメキシコ遠征を拒否し、結果としてサン・ルイスFCの大会離脱が決定された。2013年5月28日、チアパス州・トゥストラ・グティエレスへの本拠地移転とチアパスFCへの名称変更が決定された。

## ニックネーム
ニックネームはトゥネーロス（ウチワサボテンの果実に由来する）であり、後にグラディアドーレス（剣闘士）に、さらにレアレス（レアル部族）に変更された。レアレスというニックネームは、かつてクラブがレアル・サン・ルイスという名称だった事に由来する。近年に与えられたその他のニックネームには、最終節のロスタイムにトップリーグ残留を決めたことに起因するエル・エキポ・デル・ミラグロ（奇跡のチーム）というものがある。

## 記録

### クラブ記録
- プリメーラ・ディビシオン（1部） : 26シーズン
- リーガ・デ・アセンソ（2部） : 4シーズン
- 1試合最多得点 : 6-3（UNAMプーマス戦、2002年10月27日）
- 1試合最多失点 : 1-6（クラブ・アメリカ戦、（1971年10月31日）
- 最多得点選手 :  アリエル・ゴンサレス（51得点）
- 最多出場選手 :  アドリアン・マルティネス（160試合）

### クラブ最多得点者
| 順位 | 選手                     | 得点数 |
| ---- | ------------------------ | ------ |
| 1    | アリエル・ゴンサレス     | 51得点 |
| 2    | アルフレド・モレーノ     | 40得点 |
| 3    | マルセロ                 | 27得点 |
| 4    | ブラウリオ・ルナ         | 20得点 |
| 5    | アンヘル・レムス         | 16得点 |
| 5    | トレッソル・モレーノ     | 16得点 |
| 7    | ウィルメール・アギーレ   | 13得点 |
| 7    | イスラエル・マルティネス | 13得点 |
| 9    | ビクトル・ピリス         | 12得点 |
| 10   | アンヘル・レイナ         | 10得点 |

## タイトル
- プリメーラ・ディビシオン（1部） : 2回

ベラーノ2002, アペルトゥーラ2004
- セグンダ・ディビシオン（現3部、当時2部） : 2回

1970-71, 1975-76
- テルセーラ・ディビシオン（現4部、当時3部） : 1回

1969-70

## 歴代監督
- フアン・アントニオ・ルーナ 2002.7–2003.3
- アベル・アルベス 2003.7-2003.10
- ウィルソン・グラニオラッティ 2003.10–2004.3
- カルロス・レイノーソ 2004
- クリストバル・オルテガ 2005
- ラウール・アリアス 2005.11–2008.12
- ルイス・スカトラーロ 2009.1–2009.6
- フアン・アントニオ・ルーナ 2009.7–2009.10
- ミゲル・アンヘル・ロペス 2009.10–2009.12
- イグナシオ・アンブリス 2010.1–2011.12
- イシドロ・ガルシア 2012.1–2012.2
- セルヒオ・ブエーノ 2012.2–2012.5
- ホセ・ルイス・トレホ 2012.7–2012.8
- アレックス・アギナガ 2012.8–2012.11
- エドゥアルド・フェンタネス 2013.1–2013.2
- カルロス・マリア・モラーレス 2013.2–2013.3
- ヘラルド・シルバ 2013.3–2013.5

## 歴代所属選手
GK
- アドリアン・マルティネス・フロレス 2005-2010
- オスカル・ペレス (1973年生のサッカー選手) 2011-2013

DF
- エクトル・アルタミラーノ 2005-2006
- マリオ・ペレス 2007-2008
- パブロ・セサル・アギラル 2009-2013
- アニバル・マテジャン 2010-2012

MF
- イスラエル・マルティネス 2004-2009
- オクタビオ・バルデス 2005-2008
- ヘスス・メンドーサ 2005-2006
- マルティン・リグエラ 2005-2006
- エドゥアルド・コウデ 2007-2008
- ブラウリオ・ルナ 2007-2010
- ハイロ・パティーニョ 2008-2009
- ソニー・ノルデ 2009-2010
- エヒディオ・アレバロ・リオス 2009-2010
- セサル・エドゥアルド・ゴンサレス 2009-2011

FW
- カルロス・パボン 1995-1996
- セルヒオ・ブランコ 2004
- レイナルド・ナビア 2006
- トレッソル・モレーノ 2007
- セバスティアン・アブレウ 2007
- アルフレド・モレーノ 2007-2008